# ブータンの鉄道
ブータンでは2013年現在、鉄道は存在しない。

## 概要
ブータンとインドは、インド鉄道網とブータンを接続するためのMOUに調印した。
更なる進展は、2006年3月に報告された。
2005年1月25日に、鉄道連絡の実現可能性に関する事前調査を行うことで、ブータン国王とインドのマンモハン・シン首相が合意した。
可能性があるルートは、パサカ (18km) 、コクラジハル - ゲレフー (70km) 、パトゥサラ - ナグラム (40km) 、ラングラ - ダランガ - Samdrupjongkar (60km) および バナーハット - サムツェ への分岐線がある、ハシマーラ - プンツォリン間である。